# Psammotettix mongoleriae
Psammotettix mongoleriae är en insektsart som beskrevs av Dlabola 1966. Psammotettix mongoleriae ingår i släktet Psammotettix och familjen dvärgstritar. Inga underarter finns listade i Catalogue of Life.